# Leonard T. Chapman
Leonard Terkanian Chapman (* 30. April 1933 in Los Angeles, Kalifornien) ist ein  amerikanischer Ingenieur und Erfinder, der in den technischen Kategorien dreimal mit einem Oscar ausgezeichnet wurde.
Leonard T. Chapman ist der Sohn des Technikers und Oscarpreisträgers Ralph T. Chapman.